# مراتب الاجتهاد
مراتب الاجتهاد هي درجات ومراتب علمية محددة في الفقه وأصوله، ويقصد بها ترتيب المستويات العلمية للمجتهدين ودرجاتهم. وقد ذكر علماء الشرع الإسلامي مراتب الفقهاء، وبينوا خصائص كل صنف من المجتهدين وشروطه في الاجتهاد، كما قسم العلماء مراتب المجتهدين إلى قسمين أساسيين وهما: المجتهد المستقل وغير المستقل، فالمجتهد المستقل أو المجتهد المطلق المستقل، هو الذي بلغ رتبة الاجتهاد في جميع أبواب الشرع وفق شروط محددة لذلك، وتعد رتبة المجتهد المستقل من أعلى مراتب الاجتهاد، فالمستقل كالأئمة الأربعة، وغير المستقل هو المنتسب إلى مذهب إمام من أئمة المذاهب الفقهية. وقد فقد الاجتهاد المستقل في القرن الرابع الهجري، ولم يبق إلا اجتهاد المنتسبين إلى المذاهب الفقهية، الذين عملوا في استكمال بناء المذاهب الفقهية، حتى نضج علم فروع الفقه خصوصا في العصور المتأخرة، فالمسائل والأحكام الفقهية ومعاقد الإجماع أصبحت مقررة، والفقهاء بعد الفراغ من تمهيد الأحكام مقلدون لأئمة مذاهبهم في الأحكام المفروغ منها.

## نظرة تاريخية
بدء تاريخ الفقه وتأسيس المدارس الفقهية من خلال جهود فقهاء الصحابة ثم فقهاء التابعين، وتلخص من ذلك ظهور فقهاء المدارس الفقهية، وشهدت القرون الثلاثة من التاريخ الإسلامي وجود عدد من الفقهاء، واشتهر منهم أئمة المذاهب الفقية الذين بلغوا رتبة المجتهد المستقل، الذي هو أعلى مرتبة من مراتب الاجتهاد، وقد ذكر غير واحد من العلماء أن هذا الصنف من المجتهدين قد انتهى في القرن الرابع الهجري، وسائر الفقهاء بعد هذا التاريخ منتسبون إلى مذاهب الأئمة المتبوعين. وكانت المذاهب الأربعة هي الأشهر والأكثر انتشارا، حيث أنها حظيت بالقبول والأخذ والنقل والنقل واستمر العمل بها عبر التاريخ الإسلامي. وقد جاءت من بعد طبقة المجتهدين المستقلين طبقة ثانية، وهم الذين نقلوا هذه المذاهب وجددوا الاجتهاد فيها، وعملوا على استكمال تأسيس المذاهب وترسيخها وتعزيزها وتقويتها، وقد انتهت فترة هؤلاء المجتهدين منذ زمن، ولم يعد لهذا النوع من المجتهدين وجود في العصر الحالي. وقد جاء من بعد ذلك أصحاب الطبقات الأخرى في فترات متفاوتة، وكانت لهم مجهودات إضافية في استكمال بناء المذاهب الفقهية، وهم المنتسبون إلى مذاهب أئمتهم المقيدون بها، لكنهم يوصفون باجتهاد نسبي، وهم أصحاب الوجوه والطرق، المحصور اجتهادهم في تخريج ما لم ينص عليه إمامهم، ثم أصحاب الترجيح المحصور اجتهادهم في ترجيح الأقوال، ثم أصحاب الفتيا الحافظون للمذهب. وبهذه المجهودات المتعاقبة نضج الفقه وتكاملت أساسياته، وبعد الفراغ من تمهيد الأحكام والتنصيص عليها وعلى معاقد الإجماع، وتدوين الكتب تأتي طبقات الفقهاء المقلدين، وهي موجودة في العصور المتأخرة، حيث أصبح القاضي مثلا يقضي بما هو مقرر وراجح في المذهب المتبوع. وهذا لا يعني إغلاق باب الاجتهاد، حيث أن النصوص الشرعية تدل على بقاء الاجتهاد إلى قيام الساعة، لكن هذا الاجتهاد لا يكون فيما هو مفروغ من تمهيده والنتصيص عليه، بل يكون في ما هو جديد وفق شروط مخصوصة.

## تقسيم مراتب الاجتهاد
قسم العلماء مراتب الاجتهاد في الأحكام الشرعية إلى قسمين: اجتهاد مطلق واجتهاد مقيد، فالاجتهاد المطلق هو الاجتهاد في جميع أبواب الشرع، ويشمل الاجتهاد المطلق المستقل، والاجتهاد المطلق غير المستقل وهو اجتهاد المنتسب، والمقيد وهو اجتهاد في المسائل التي لا نص عليها في المذهب، وفي تخريج ما لا نص عليه، واجتهاد في ترجيح ما ينقل من نصوص إمام المذهب ومن تخريجات أصحاب المذهب، وهي آخر مراتب الاجتهاد.

## الاجتهاد المطلق
الاجتهاد المطلق هو الاجتهاد في جميع أبواب الشرع وفق شروط محددة لذلك، ويعد الاجتهاد المطلق من أعلى مراتب الاجتهاد، وقد قسم العلماء المجتهد المطلق إلى قسمين: مستقل وغير مستقل، فالمجتهد المستقل كالأئمة الأربعة، وغير المستقل أي: المنتسب إلى مذهب إمام مجتهد هو الذي كان اجتهاده مبنيا على قواعد وضعها مجتهد مستقل، وقد انقطع هذان النوعان من الاجتهاد منذ زمان، وبقي الاجتهاد المقيد بالمذاهب. وقد ذكر السيوطي: أن المجتهد المطلق ليس مرادفا للمجتهد المستقل، بل بينهما فرق، ويظهر هذا الاختلاف من خلال ما يقوم به المجتهد من تطبيق فعلي للاجتهاد، وممارسة للاستدلال واستنباط للأحكام، ومن خلال المنهج أو الطريقة المستخدمة في الاجتهاد، والقواعد والأصول التي اعتمد عليها في ذلك. فالاجتهاد المطلق بالنسبة للمجتهد هو الوصف أو الدرجة العلمية والكفاءة والأهلية لمن اجتمعت فيه الشروط، ومن اجتمعت فيه شروط المجتهد المطلق إما أن يكون مستقلا أو منتسبا.
وقد نص العلماء كابن الصلاح والنووي وغيرهما على وجود اختلاف بين مراتب الاجتهاد، وأنه من دهر طويل فقد المجتهد المستقل، ولم يبق إلا المجتهدون المنتسبون إلى المذاهب. وقرروا أن المجتهدين أصناف: مجتهد مطلق مستقل، ومجتهد مطلق منتسب إلى إمام من الأئمة، كالمنتسبين إلى الأئمة الأربعة، ومجتهد مقيد. وأن الصنف الأول فقد من القرن الرابع الهجري، ولم يبق إلا الصنفان الآخران: المطلق المنتسب والمقيد. وقال السيوطي: وممن نص على ذلك من أصحابنا أيضا ابن برهان في الوجيز، ومن المالكية ابن المنير، وذكر السيوطي عباراتهم وعبارات غيرهم في كتاب الرد على من أخلد على الأرض.

## مراتب المجتهدين

### المجتهد المستقل
المجتهد المستقل هو الذي استقل بنفسه بوضع قواعده في الاجتهاد، وصاغ لنفسه أصول منهج الاستدلال التي يبني عليها الفقه، وتعد رتبة المجتهد المستقل درجة علمية عليا هي أعلى مراتب الاجتهاد، حيث أن المجتهد المستقل هو مجتهد مطلق أي: أنه مجتهد في جميع أحكام الشرع، ويشترط أن تتوفر فيه أعلى شروط الاجتهاد، كأئمة المذاهب الأربعة. وتسمى هذه طبقة المجتهد المستقل، أو طبقة المجتهد المطلق المستقل، أو غير المنتسب، وسمى ابن عابدين هذه الطبقة: طبقة المجتهدين في الشرع. والمفتي أعم من أن يكون مجتهدا، والمفتي إما أن يكون مستقلا أو غير مستقل، فالمفتي المستقل هو الذي يستقل بإدراك الأحكام الشرعية من الأدلة الشرعية من غير تقليد ولا تقيد بمذهب أحد. وقد ذكر الإمام أبو المعالي الجويني تفصيل صفات المفتي ثم قال القول الوجيز في ذلك إن المفتي هو المتمكن من درك أحكام الوقائع على سبر من غير معاناة تعلم. حكاه ابن الصلاح وقال بأن ما قاله إمام الحرمين معتبر في المفتي ولا يصلح أن يكون حدا للمفتي.

## غير المستقل
غير المستقل هو الذي يكون منتسبا إلى مذهب إمام من أئمة الفقه، قال ابن الصلاح: منذ دهر طويل طوي بساط المفتي المستقل المطلق والمجتهد المستقل وأفضى أمر الفتوى إلى الفقهاء المنتسبين إلى أئمة المذاهب المتبوعة.

### المنتسب إلى المذهب
المنتسب إلى مذهب من المذاهب الفقهية، كما قسمه أبو القاسم الرافعي والنووي إلى مقلد ومجتهد في مذهب إمامه، فالمنتسب إلى المذهب الشافعي مثلا، أو المجتهد المقيد به، يكون كلا هذين الصنفين من جملة الشافعية المنتسبين إلى الإمام الشافعي، ولم يخرجوا بالاجتهاد عن الانتساب إليه، ولهذا اعتمد الشافعية على تصانيفهم وفتاويهم ونسبت إلى مذهب الشافعي، كما أنهم يولون تدريس المدارس الشافعية قديما وحديثا، بخلاف المجتهد المستقل غير المنتسب فلا ينسب للشافعية، وهكذا الحال في المنتسبين إلى المذاهب الأخرى كالحنفية والمالكية والحنابلة فاجتهادهم لا يخرجهم عن انتسابهم إلى هذه المذاهب. وذكر السيوطي في كلامه على المجتهد المستقل والمنتسب، ومن يتولى مدارس الشافعية: أن المجتهد المستقل هو الذي لا يولاها إذا كان الوقف ليس مأخذه من بيت المال؛ ولهذا امتنع السبكي من دعوى الاجتهاد المستقل مع كونه أهلا للاستقلال، واقتصر على دعوى الاجتهاد المطلق المنتسب. وقال السيوطي: ولا أعرف أحدا من أصحابنا ادعى الاجتهاد المستقل سوى ابن جرير، خاصة وأما بقية الأصحاب الذين ادعوا الاجتهاد فاقتصروا على دعوى الاجتهاد المطلق المنتسب؛ ولهذا عدوا في الأصحاب. وحذف منها ابن جرير فلم يترجم فيها له فكل من ترجمه العلماء في طبقات الشافعية فمن ادعى الاجتهاد فهو مطلق منتسب، لا مستقل.
وقد قال النووي في الروضة، والرافعي في الشرح الكبير: المنتسبون إلى مذهب الشافعي وأبي حنيفة ومالك ثلاثة أصناف: أحدها: العوام وتقليدهم الشافعي مثلا مفرع على تقليد الميت وقد سبق. الثاني: البالغون رتبة الاجتهاد وقد ذكرنا أن المجتهد لا يقلد مجتهدا، وإنما نسب هؤلاء للشافعي لأنهم جروا على طريقته في الاجتهاد واستعمال الأدلة وترتيب بعضها على بعض، ووافق اجتهادهم اجتهاده، وإذا خالف أحيانا لم يبالوا بالمخالفة. والصنف الثالث: المتوسطون وهم الذين لا يبلغون رتبة الاجتهاد في أصل الشرع لكنهم وقفوا على أصول الإمام في الأبواب وتمكنوا من قياس ما لم يجدوه منصوصا له على ما ينص عليه،  هذا كلام الرافعي والنووي في الروضة.
قال السيوطي: فانظر كيف قسما أتباع الائمة إلى ثلاثة أصناف وجعلا من جملتهم من بلغ رتبة الاجتهاد، ولم يخرجاه ببلوغه الاجتهاد عن انتسابه إلى مذهب الشافعي
وقد نص على ذلك أيضا إمام الحرمين فقال في كتابه الذي ألفه في ترجيح مذهب الشافعي ما نصه: فإن قيل: فابن سريج والمزني ومن بعده كالقفال،  والشاسي،  وغير هؤلاء كان لهم منصب الاجتهاد، 
فالجواب: إن هؤلاء كثرث تصرفاتهم في المذهب الشافعي والذب عن طريقته ونصرته وشمروا عن ساق الجد في تصويبه وتقريره وتصرفوا فيه استنباطا وتخريجا وقلت اختياراتهم الخارجة عن مذهبه وكانوا معترفين بأنهم من متبعي الشافعي ومقتفي آثاره ومقتبسي أنواره. هذا كلام إمام الحرمين.
ونص على مثل ذلك أيضا ابن الصلاح قال في طبقاته: في ترجمة محمد بن نصر ما نصه:
ربما تذرع متذرع بكثرة اختياراته المخالفة لمذهب الشافعي إلى الإنكار على الجماعة العادين له في أصحابنا، وليس الأمر كذلك لأنه من هذا بمنزلة ابن خزيمة والمزني وأبي ثور وغيرهم، ولقد كثرت اختياراتهم المخالفة لمذهب الشافعي، ثم لم يخرجهم هذا عن أن يكونوا في قبيل أصحاب الشافعي معدودين، وبوصف الاعتزاء إليه موصوفين. هذا كلام ابن الصلاح.

## مراتب غير المستقل
والمنتسبون إلى المذاهب المتبوعة كما قسمهم ابن الصلاح وتبعه في ذلك النووي إلى أربعة أصناف، أولهم: المجتهد المطلق غير المستقل، والثاني: مجتهد التخريج والاستنباط وهم أصحاب الوجوه والطرق، والثالث: مجتهد الترجيح، والرابع: الحافظ للمذهب.

### المجتهد المطلق المنتسب
( مجتهد مطلق منتسب)
المجتهد المطلق المنتسب أو المجتهد المطلق غير المستقل، هو الذي اجتمعت فيه شروط الاجتهاد التي اتصف بها المجتهد المستقل، لكنه لم يبتكر لنفسه قواعد الاجتهاد، بل سلك طريق إمام من أئمة المذاهب في الاجتهاد، فهو مجتهد مطلق منتسب، لا مستقل، ووصفه بالاجتهاد المطلق باعتباره مجتهدا في جميع أحكام الشرع، واجتمعت فيه شروط المجتهد المستقل، لكنه ليس مستقلا في اجتهاده بل اجتهاده بهذه الصفة مقيد بكونه منتسبا إلى إمام من أئمة الاجتهاد المستقلين، وتعد رتبة المجتهد المطلق المنتسب (أي: غير المستقل) درجة علمية في المرتبة الثانية بعد رتبة المجتهدين المستقلين. ومعنى هذا: أن المستقلين هم أسبق من المنتسبين وأعلا رتبة منهم، حيث لا يتحقق وجود مجتهد منتسب إلا بعد وجود مجتهد مستقل أسبق منه؛ لأن كل مجتهد غير مستقل ينسب إلى مجتهد مستقل، وكمثال لتوضيح ذلك فإن المجتهد المستقل كالأئمة الأربعة مثلا: استقل كل واحد منهم بوضع قواعده ومنهجه وأصول اجتهاده في مذهبه، ثم جاء من بعدهم من اجتهد معتمدا في اجتهاده على طريقة واحد منهم كتلاميذ الأئمة مثل: أبي يوسف ومحمد بن الحسن الشيباني وزفر من الحنفية، وابن القاسم وأشهب وأسد بن الفرات من المالكية، والبويطي والمزني من الشافعية، وأبي بكر الأثرم، وأبي بكر المروذي من الحنابلة. وأصحاب هذه الطبقة من المجتهدين هم القادرون على استخراج الأحكام من الأدلة على مقتضى القواعد التي قررها أستاذهم في الأحكام، وإن خالفوه في بعض أحكام الفروع، لكن يقلدونه في قواعد الأصول، وسمى ابن عابدين هذه الطبقة: طبقة المجتهدين في المذهب. وقد ذكر العلماء المتأخرون: أن رتبة الاجتهاد المطلق بنوعيه (المستقل والمنتسب) قد فقدت من زمان.

#### المجتهد المطلق غير المستقل
الصنف الأول أن لا يكون مقلدا لإمامه لا في المذهب ولا في دليله لكونه قد جمع الأوصاف والعلوم المشترطة في المستقل وإنما ينسب إليه لكونه سلك طريقه في الاجتهاد ودعا إلى سبيله. قال ابن الصلاح وبلغنا عن الأستاذ أبي إسحاق الإسفراييني أنه ادعى هذه الصفة لأئمة أصحابنا فحكى عن أصحاب مالك وأحمد وداود وأكثر أصحاب أبي حنيفة أنهم صاروا إلى مذاهب أئمتهم تقليدا لهم،  ثم قال الصحيح الذي ذهب إليه المحققون ما ذهب إليه أصحابنا وهو أنهم صاروا إلى مذهب الشافعي لا على جهة التقليد له ولكن لما وجدوا طريقه في الاجتهاد والفتاوى أسد الطرق وأولاها ولم يكن لهم بد من الاجتهاد سلكوا طريقه في الاجتهاد وطلبوا معرفة الأحكام بالطريق الذي طلبها الشافعي به. قال ابن الصلاح: وهذا الرأي حكاه عن أصحابنا واقع على وفق ما رسمه لهم الشافعي ثم المزني في أول مختصره وفي غيره وذكر الشيخ أبو علي السنجي شبيها بذلك فقال: اتبعنا قول الشافعي دون قول غيره من الأئمة لما وجدنا قوله أصح الأقوال وأعدلها لا أنا قلدناه في قوله.

##### شائبة التقليد
لا يوصف المجتهد المطلق بأنه مقلد لإمامه قولا واحدا، وانتسابه لمذهب إمامه لا يعني أنه مقلد له في جمبع الأقوال، ورغم ذلك فإن هذا الصنف من الاجتهاد لا يخلو من شائبة التقليد. قال ابن الصلاح: دعوى انتفاء التقليد عنهم مطلقا من كل وجه لا يستقيم إلا أن يكونوا قد أحاطوا بعلوم الاجتهاد المطلق وفازوا برتبة المجتهدين المستقلين وذلك لا يلائم المعلوم من أحوالهم أو أحوال أكثرهم. وقد ذكر بعض الأصوليين منا أنه لم يوجد بعد عصر الشافعي مجتهد مستقل وحكى اختلافا بين أصحابنا وأصحاب أبي حنيفة في أبي يوسف وأبي محمد المزني وابن سريج خاصة هل كانوا من المجتهدين المستقلين؟ أو من المجتهدين في المذاهب؟ ولا ينكر دعوى ذلك فيهم في فن من الفقه دون فن، بناء على ما قدمناه في جواز تجريد منصب المجتهد المستقل. ويبعد جريان ذلك الخلاف في حق هؤلاء المتبحرين الذين عم نظرهم الأبواب كلها فإنه لا يخفى على أحدهم إذا أكمل في باب مالا يتعلق منه بغيره من الأبواب التي لم يكمل فيها لعموم نظره وجولانه في الأبواب كلها إذا عرفت هذا ففتوى المستفتين في هذه الحالة في حكم فتوى المجتهد المستقل المطلق يعمل بها ويعتد بها في الإجماع والخلاف.

### المجتهد المقيد
الاجتهاد المقيد هو اجتهاد أصحاب المذهب في التخريج، أو في المسائل التي لم ينص عليها إمام المذهب فيستنبطونها وفق أصول وقواعد إمام مذهبهم، والمجتهد المقيد أو مجتهد التخريج، هو الذي يكون اجتهاده مقيدا بمذهب من المذاهب الفقهية، ويكون مجتهدا مقيدا في مذهب إمامه، غير أن اجتهاده لا يكون في في جميع أحكام الشرع، ولا في كل أبواب الفقه، بل يكون اجتهاده في التخريج والاستنباط فيما ليس بمنصوص عليه في مذهب إمامه، فيستقل بتقرير ذلك بالدليل، غير أنه لا يتجاوز في أدلته أصول إمامه وقواعده، ومن شأنه أن يكون عالما بالفقه خبيرا بأصول الفقه، عارفا بأدلة الأحكام تفصيلا، بصيرا بمسالك الأقيسة والمعاني تام الارتياض في التخريج والاستنباط قيما بإلحاق ما ليس بمنصوص عليه في مذهب إمامه بأصول مذهبه وقواعده.
ويتخذ أصول نصوص إمامه أصولا يستنبط منها تلك الأحكام، كما يفعل المجتهد المستقل بنصوص الشارع، وربما مر به الحكم وقد ذكره إمامه بدليله فيكتفي بذلك ولا يبحث هل لذلك الدليل من معارض.
وهو مع ذلك لا يخلو عن شوب من التقليد لإمامه؛ لإخلاله ببعض العلوم والأدوات المعتبرة في المجتهد المستقل، كالإخلال بعلم الحديث أو بعلم اللغة العربية. فهو لا يستوفي النظر في شروطه كما يفعله المستقل، قال ابن الصلاح: وهذه صفة أصحاب الوجوه والطرق في المذهب وعلى هذه الصفة كان أئمة أصحابنا أو أكثرهم، ومن كان هذا شأنه فالعامل بفتياه مقلد لإمامة لاله معوله على صحة إضافة ما يقوله إلى إمامه لعدم استقلاله بتصحيح نسبته إلى الشارع. ويؤخذ من هذا: أن استقلال المجتهد المقيد بالاجتهاد والفتوى في مسألة خاصة أو في باب خاص. كالخصاف والطحاوي والكرخي والحلواني والسرخسي والبزدوي وقاضي خان من الحنفية، والأبهري وابن أبي زيد القيرواني من المالكية، وأبي إسحاق الشيرازي والمروذي ومحمد بن جرير الطبري وأبي نصر وابن خزيمة من الشافعية، والقاضي أبي يعلى والقاضي أبي علي بن أبي موسى من الحنابلة. ويسمى هؤلاء أصحاب الوجوه والطرق في المذهب وتكون هذه الأقوال منسوبة لأصحاب إمام المذهب، لا لإمام المذهب. وفي التقسيم الذي ذكره ابن عابدين نقلا عن ابن كمال باشا: يعد أصحاب التخريج في المرتبة الرابعة بعد مرتبة المجتهد في المسائل التي لا نص عليها في المذهب، ولا فرق عند الجمهور بين مجتهد التخريج وبين المجتهد في المسائل التي لا نص عليها، فكلاهما في رتبة واحدة.

### مجتهد التخريج
مجتهد التخريج
مخرج من نصه في نظير المسألة على حكم مخالف بأن ينقل بعض أصحابه نص كل إلى الأخرى فيجتمع في كل منصوص ومخرج، ثم الراجح إما المخرج وإما المنصوص وإما تقرير النصين والفرق وهو الأغلب ومنه النص في مضغة قال القوابل لو بقيت لتصورت على انقضاء العدة بها؛ لأن مدارها على تيقن براءة الرحم، وقد وجد وعدم حصول أمية الولد بها؛ لأن مدارها على وجود اسم الولد، ولم يوجد.
قال في النهاية: ويكون هناك أي مقابله وجه ضعيف أو قول مخرج من نص له في نظير المسألة لا يعمل به وكيفية التخريج كما قاله الرافعي في باب التيمم أن يجيب الشافعي بحكمين مختلفين في صورتين متشابهتين ولم يظهر ما يصلح للفرق بينهما، فينقل الأصحاب جوابه من كل صورة إلى الأخرى فيحصل في كل صورة منهما قولان منصوص ومخرج، المنصوص في هذه هو المخرج في تلك، والمنصوص في تلك هو المخرج في هذه، وحينئذ فيقولون قولان بالنقل والتخريج أي نقل المنصوص من هذه الصورة إلى تلك وخرج فيها وكذلك بالعكس، قال: ويجوز أن يكون المراد بالنقل الرواية. والمعنى: أن في كل من الصورتين قولا منصوصا وآخر مخرجا، ثم الغالب في مثل هذا عدم إطباق الأصحاب على التخريج، بل ينقسمون إلى فريقين: فريق يخرج، وفريق يمتنع ويستخرج فارقا بين الصورتين ليستند إليه.
والأصح أن القول المخرج لا ينسب للشافعي إلا مقيدا؛ لأنه ربما يذكر فرقا ظاهرا لو روجع فيه.
وحيث أقول الجديد فالقديم خلافه أو القديم أو في قول قديم فالجديد خلافه والقديم ما قاله الشافعي بالعراق أو قبل انتقاله إلى مصر، وأشهر رواته أحمد بن حنبل والزعفراني والكرابيسي وأبو ثور، وقد رجع الشافعي عنه  وقال: لا أجعل في حل من رواه عني. وقال الإمام: لا يحل عد القديم من المذهب، وقال الماوردي في أثناء كتاب الصداق: غير الشافعي جميع كتبه القديمة في الجديد إلا الصداق فإنه ضرب على مواضع منه وزاد مواضع.
والجديد ما قاله بمصر، وأشهر رواته البويطي والمزني والربيع المرادي والربيع الجيزي وحرملة ويونس بن عبد الأعلى وعبد الله بن الزبير المكي ومحمد بن عبد الله بن عبد الحكم وأبوه، ولم يقع للمصنف التعبير بقوله وفي قول قديم، ولعله ظن صدور ذلك منه فيه، وإذا كان في المسألة قولان قديم وجديد فالجديد هو المعمول به إلا في نحو سبع عشرة مسألة أفتى فيها بالقديم.
قال بعضهم: وقد تتبع ما أفتى فيه بالقديم فوجد منصوصا عليه في الجديد أيضا، وقد نبه في المجموع على شيئين: أحدهما أن إفتاء الأصحاب بالقديم في بعض المسائل محمول على أن اجتهادهم أداهم إليه لظهور دليله ولا يلزم ومن ذلك نسبته إلى الشافعي، قال: وحينئذ فمن ليس أهلا للتخريج يتعين عليه العمل والفتوى بالجديد، ومن كان أهلا للتخريج والاجتهاد في المذهب يلزمه اتباع ما اقتضاه الدليل في العمل والفتوى مبينا أن هذا رأيه وأن مذهب الشافعي كذا وكذا، قال: وهذا كله في قديم لم يعضده حديث لا معارض له، فإن اعتضد بذلك فهو مذهب الشافعي، فقد صح أنه قال: إذا صح الحديث فهو مذهبي. الثاني أن قولهم إن القديم مرجوع عنه وليس بمذهب الشافعي محله في قديم نص في الجديد على خلافه، أما قديم لم يتعرض في الجديد لما يوافقه ولا لما يخالفه فإنه مذهبه، وإذا كان في الجديد قولان فالعمل بما رجحه الشافعي، فإن لم يعلم فبأحدهما، وإن قالهما في وقت واحد ولم يرجح شيئا وذلك قليل أو لم يعلم هل قالهما أو مرتبا لزم البحث عن أرجحهما بشرط الأهلية، فإن أشكل توقف فيه كما مر إيضاحه.
قال ابن الصلاح: يجوز له أن يفتي فيما لا يجده من أحكام الوقائع منصوصا عليه لإمامه بما يخرجها على مذهبه، هذا هو الصحيح الذي عليه العمل وإليه مفزع المفتين من مدد مديدة.
فالمجتهد في مذهب الشافعي مثلا المحيط بقواعد مذهبه المتدرب في مقاييسه وسبل متفرقاته وتنزل كما قدمنا ذكره في الإلحاق بمنصوصاته وقواعد مذهبه منزلة المجتهد المستقل في إلحاقه ما لم ينص عليه الشارع بما نص عليه وهذا أقدر على هذا من ذاك على ذاك فإن هذا يجد في مذهب إمامه من القواعد الممهدة والضوابط المهذبة ما لا يجده المستقل في أصول الشرع ونصوصه ثم إن المستفتي فيما يفتيه به من تخريجه هذا مقلد لإمامه لا له، قطع بهذا الشيخ أبو المعالي ابن الجويني في كتابه الغياثي، وأنا أقول ينبغي أن يخرج هذا على خلاف حكاه الشيخ أبو إسحاق الشيرازي في أن ما يخرجه أصحابنا على مذهب الشافعي هل يجوز أن ينسب إليه؟ واختار الشيخ أبو إسحاق أنه لا يجوز أن ينسب إليه.
تخريجه تارة يكون من نص معين لإمامه في مسألة معينة وتارة لا
يجد لإمامه نصا معينا يخرج منه فيخرج على وفق أصوله بأن يجد دليلا من جنس ما يحج به إمامه وعلى شرطه فيفتي بموجبه 
ثم إن وقع النوع الأول من التخريج في صورة فيها نص لإمامه مخرجا خلاف نصه فيها من نص آخر في صورة أخرى سمي قولا مخرجا 
وإذا وقع النوع الثاني في صورة قد قال فيها بعض الأصحاب غير ذلك سمي ذلك وجها 
ويقال فيها وجهان 
وشرط التخريج المذكور عند اختلاف النصين أن لا يجد بين المسألتين فارقا ولإمامه في مثل ذلك أي علة جامعة وهو من قبيل إلحاق الأمة بالعبد في قوله ﷺ من أعتق شركا له في عبد قوم عليه ومهما أمكنه الفرق بين المسألتين لم يجز له على الأصح التخريج فلزمه تقرير النظير على ظاهرهما معتمدا على الفارق وكثير ما يختلفون في القول بالتخريج في مثل ذلك لاختلافهم في إمكان الفرق.

### مجتهد الترجيح
مجتهد الترجيح هو المتمكن من ترجيح قولين أو أكثر عند وجود الاختلاف، سواء كان الترجيح لأقوال إمام المذهب، أو الترجيح بين ما قاله الإمام وما قاله تلاميذه أو غيره من الأئمة، أو بين ما قاله الأصحاب، فيرجح في المسألة قولا من الأقوال المختلفة، وتفضيل بعض الروايات على بعض، بحسب ما يترجح لديه بالأدلة.
ذكر ابن الصلاح أن مجتهد الترجيح هو الذي لم يبلغ رتبة أئمة المذاهب أصحاب الوجوه والطرق غير أنه فقيه النفس حافظ لمذهب إمامه عارف بأدلته قائم بتقريرها وبنصرته يصور ويجرد ويمهد ويقرر ويوازن ويرجح لكنه قصر عن بلوغ درجة مجتهدوا التخريج، إما لعدم بلوغه مبلغهم في حفظ المذهب، وإما لكونه لم يرتض في التخريج والاستنباط كارتياضهم وإما لكونه غير متبحر في علم أصول الفقه على أنه لا يخلو مثله في ضمن ما يحفظ من الفقه ويعرفه من أدلته عن أطراف من قواعد أصول الفقه. وإما لقصوره في غير ذلك من العلوم التي هي أدوات الاجتهاد، الحاصل لأصحاب الوجوه والطرق. وهذه صفة كثير من المتأخرين إلى أواخر المائة الرابعة من الهجرة المصنفين الذين رتبوا المذهب وحرروه وصنفوا فيه تصانيف بها معظم اشتغال الناس في ذلك الحين، وقال ابن الصلاح: ولم يلحقوا بأرباب الحالة الثانية في تخريج الوجوه وتمهيد الطرق في المذهب، وأما في فتاواهم فقد كانوا يتبسطون فيها كتبسط أولئك أو قريبا منه ويقيسون غير المنقول والمسطور على المنقول والمسطور في المذهب غير مختصرين في ذلك على القياس الجلي وقياس لا فارق الذي هو نحو قياس الأمة على العبد في إعتاق الشريك وقياس المرأة على الرجل في رجوع البائع إلى غير ماله عند تعذر الثمن، وفيهم من جمعت فتاواه وأفردت بالتدوين ولا يبلغ في التحاقها بالمذهب مبلغ فتاوى أصحاب الوجوه ولا يقوى كقوتها.
مثل القدوري والمرغيناني -صاحب الهداية- من الحنفية، والعلامة خليل من المالكية، والرافعي والنووي من الشافعية، والقاضي علاء الدين المرداوي منقح مذهب الحنابلة، وأبي الخطاب محفوظ بن أحمد الكلوذاني البغدادي، المجتهد في مذهب الحنابلة.

## شروط المجتهد
شروط المجتهد قسمان أحدها: شروط عامة وهي الشروط التي يلزم أن تجتمع في جميع أصناف المجتهدين، وفيمن يتولى الإفتاء والقضاء بأن يمتلك الأهلية والكفاءة العلمية والمعرفة بالأحكام الشرعية، وأن لم يبلغ رتبة الاجتهاد المطلق، وقد ذكرها ابن الصلاح في أدب الفتيا، وذكرها النووي في المجموع فقال: «شرط المفتي كونه مكلفا مسلما وثقة مأمونا متنزها عن أسباب الفسق وخوارم المروءة، فقيه النفس، سليم الذهن، رصين الفكر، صحيح التصرف والاستنباط، متيقظا». وقال أيضا: يشترط في المفتي المنتسب إلى مذهب إمام كما سبق أن يكون فقيه النفس، حافظا مذهب إمامه، ذا خبرة بقواعده، وأساليبه ونصوصه. وشروط المفتي وصفاته كما ذكرها ابن الصلاح هي: أن يكون مكلفا مسلما ثقة مأمونا منزها من أسباب الفسق ومسقطات المروءة؛ لأن من لم يكن كذلك فقوله غير صالح للاعتماد -وإن كان من أهل الاجتهاد- ويكون فقيه النفس سليم الذهن رصين الفكر صحيح التصرف والاستنباط متيقظا. وهذه شروط المجتهد بوجه عام.
القسم الثاني من شروط المجتهد فيما إذا كان المجتهد في رتبة المجتهد المطلق؛ فيشترط فيه مع هذه الشروط السابقة وجود شروط إضافية أخرى منها: أن يكون قيما بمعرفة أدلة الأحكام الشرعية من الكتاب والسنة والإجماع والقياس وما التحق بها على التفصيل المذكور في كتب الفقه وغيرها،  وأن يكون عالما بما يشترط في الأدلة ووجوه دلالاتها، ويكفيه اقتباس الأحكام منها وذلك يستفاد من علم أصول الفقه، وأن يكون عارفا من علم القرآن وعلم الحديث وعلم الناسخ والمنسوخ وعلمي النحو واللغة، واختلاف العلماء واتفاقهم بالقدر الذي يتمكن به من الوفاء بشروط الأدلة والاقتباس منها، وأن يكون ذا دراية وارتياض في استعمال ذلك، وأن يكون عالما بالفقه ضابطا لأمهات مسائله وتفاريعه المفروغ من تمهيدها. فمن جمع هذه الفضائل فهو المفتي المطلق المستقل الذي يتأدى به فرض الكفاية كما يشترط في المفتي المستقل أن يكون مجتهدا مستقلا. قال ابن الصلاح: وكون المفتي حافظا لمسائل الفقه لم يعد من شروط المفتي في كثير من الكتب المشهورة نظرا إلى أنه ليس شرطا لمنصب الاجتهاد، وذلك إن الفقه من ثمراته فيكون متأخرا عنه وشرط الشيء لا يتأخر عنه واشترط ذلك الأستاذ أبو إسحاق الإسفراييني وصاحبه أبو منصور البغدادي وغيرهما، قال ابن الصلاح: واشتراط ذلك في صفة المفتي الذي يتأدى به فرض الكفاية هو الصحيح وإن لم يكن كذلك في صفة المجتهد المستقل على تجرده؛ لأن حال المفتي يقتضي اشتراط كونه على صفة يسهل عليه معها إدراك أحكام الوقائع على القرب من غير تعب كثير وهذا لا يحصل لأحد من الخلق إلا بحفظ أبواب الفقه ومسائله. ولا يشترط أن يستحضر في ذهنه جميع الأحكام، بل يكفي أن يكون حافظا لمعظمها متمكنا من إدراك الباقي على القرب. ويشترط فيه أن يعرف من الحساب ما يصحح به المسائل الحسابية الفقهية. قال ابن الصلاح: حكى أبو إسحاق وأبو منصور فيه اختلافا للأصحاب، والأصح اشتراطه لأن من المسائل الواقعة نوعا لا يعرف جوابه إلا من جمع بين الفقه والحساب.